# Michael Richards
Michael Anthony Richards (født 24. juli 1949) er en amerikansk skuespiller og komiker. Han er mest kendt som Cosmo Kramer i tv-serien Seinfeld.